# Marcos Llorente
Marcos Llorente Moreno (født d. 30. januar 1995) er en spansk professionel fodboldspiller, som spiller for La Liga-klubben Atlético Madrid og Spaniens landshold.

## Klubkarriere

### Real Madrid
Llorente gjorde sin debut med Real Madrid Castilla i august 2014. Han fik sin professionelle debut med førsteholdet den 17. oktober 2015.
Llorente blev udlånt til Deportivo Alavés i 2016-17 sæsonen.
Llorente var i sin tid i Real Madrid med the at vinde Champions League i 2017-18 sæsonen. Han var også med til at vinde VM for klubhold i 2017 og 2018.

### Atlético Madrid
Llorente skiftede i juli 2019 til Atlético Madrid.
Llorente var med på holdet da Atlético vandt La Liga i 2020-21 sæsonen.

## Landsholdskarriere

### Ungdomslandshold
Llorente har repræsenteret Spanien på U/19 og U/21-niveau.

### Seniorlandshold
Llorente debuterede for Spaniens landshold den 11. november 2020.
Llorente var del af Spaniens trup til EM 2020.

## Titler
Real Madrid
- UEFA Super Cup (2016-2017)
- Supercopa de España (2017-2018)
- UEFA Champions League: 1 (2017–18)
- VM for klubhold: (2017, 2018)

Atlético Madrid
- La Liga: 1 (2020–21)